# دینگ
دینَگ (پارسی میانه: Dēnag؛ سلطنت: ۴۵۷–۴۵۹ میلادی) همسر یزدگرد دوم، شاهنشاه ساسانی و مادر هرمز سوم، پیروز سوم و بلاش یکم از دودمان ساسانی بود. ملکه دینگ زنی بسیار قدرتمند و بانفوذ بود و در زمان جنگ داخلی میان پسرانش به عنوان نایب‌السلطنه بر کشور فرمان می‌راند.

## زندگی
ریشه دینگ ناشناخته است، اگرچه با توجه به اینکه نام وی پیشتر توسط شاهزادگان ساسانی استفاده می‌شده‌است، او ممکن است عضوی از خانواده سلطنتی بوده باشد.
وقتی یزدگرد یکم در سال ۴۵۷ به مرگ طبیعی درگذشت، هرمز سوم که در سگستان حکومت می‌کرد، به عنوان جانشین پدرش در ری به تخت نشست. برادر کوچک‌ترش پیروز یکم، با پشتیبانی بزرگ خاندان مهران ،رهام مهران، به شمال شرقی کشور گریخت و شروع به جمع‌آوری ارتش کرد تا تاج‌وتخت را از آن خود کند. بدین ترتیب شاهنشاهی ساسانی درگیر یک مبارزه دودمانی و دچار چندپارگی شد و در این مدت دینگ، مادر این دو برادر، به عنوان نایب‌السلطنه از تیسفون بر کشور فرمان می‌راند. پیروز سرانجام در مبارزه پیروز و به پادشاه جدید شاهنشاهی ساسانی تبدیل شد. هرمز و سه نفر دیگر از اعضای خانواده‌اش نیز کشته شدند.

## مُهر
مُهری از دینگ بر جای مانده‌است که تصویر نیم‌تنه او با اسم و لقبش بانبشنان بانیش (ملکه ملکه‌ها) به حروف پهلوی در آن کنده شده‌است. این بانو با چهره‌ای زیبا و مصمم، تاجی بر سر دارد که برفراز آن گیسوانش به‌شکل گویی با نوار کوچکی بسته شده‌است. گوشواره‌ای که دارای سه مروارید است در گوش و گلوبند مرواریدی در گردنش دیده می‌شود و گیسوان مجعدش به چندین رشته بافته و فروافتاده‌است. تاج مدور او دارای لبه‌ای است که با جواهرات مزین شده‌است.
پژوهشگران در مورد مالکیت این مُهر اختلاف نظر دارند. بیشتر محققان آن را متعلق به دینگ بابکان می‌دانند. علیرضا شاپور شهبازی، ارنست هرتسفلد و فیلیس اکرمناز جمله کسانی هستند که این مُهر را از آن دینگ همسر یزدگرد دوم و مادر هرمز و پیروز می‌دادند.